# (3456) Etiennemarey
(3456) Etiennemarey ist ein Asteroid des Hauptgürtels, der am 5. September 1985 vom belgischen Astronomen Henri Debehogne am La-Silla-Observatorium (IAU-Code 809) der Europäischen Südsternwarte in Chile entdeckt wurde.
Benannt wurde der Asteroid am 23. Mai 2000 nach dem französischen Physiologen, Erfinder und Fotopionier Étienne-Jules Marey (1830–1904), der um 1860 einen verbesserten Sphygmographen entwickelte.